# Miljömärkningen Hållbar Interiör

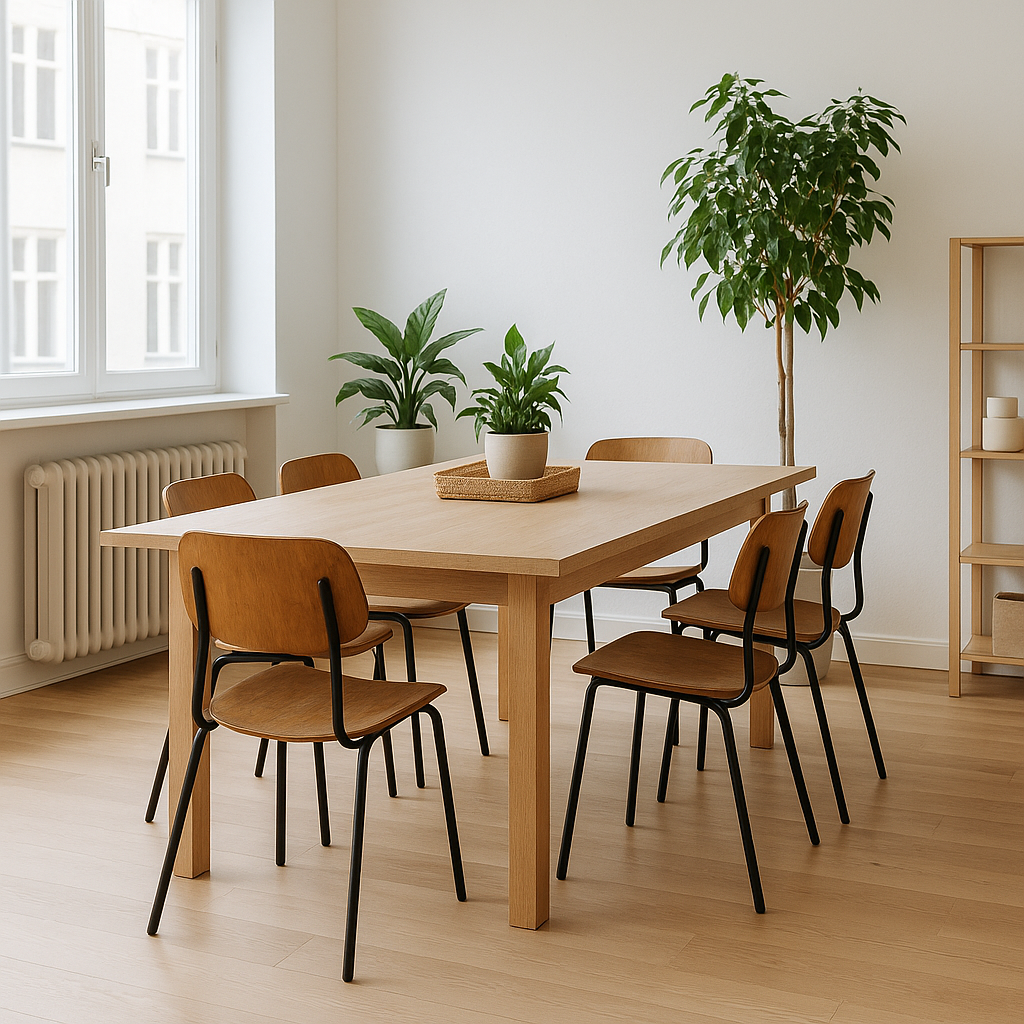
AI-genererad illustration av en HI-märkt kontorsmiljö med återbrukade möbler och naturliga material i skandinavisk stil.

Miljömärkningen Hållbar Interiör (HI) är Sveriges första miljömärkning som omfattar hela lokalens interiör, inklusive möbler, golv, väggar och fasta installationer. Märkningen syftar till att främja återbruk och cirkularitet inom inredningsbranschen och verifieras av det oberoende forskningsinstitutet RISE enligt internationella standarder ISO/IEC 17029:2019 och ISO 14024:2018.

## Historia
Märkningen lanserades den 26 september 2024 och utvecklades genom ett Vinnova-finansierat forskningsprojekt initierat av Indicum inredningsarkitekter. Projektet syftade till att ta fram gemensamma kriterier för hur cirkulära, klimatsmarta och långsiktigt hållbara interiörer kan utformas.
Arbetet genomfördes i samverkan med över 30 aktörer från inrednings-, fastighets- och arkitektbranschen. Bland dessa fanns:
- RISE – forskningsinstitut som även står för den externa verifieringen av HI-märkningen
- Agero, Voidmark – utvecklare av det digitala verktyget Hint
- Tengbom, Strategisk Arkitektur, MER Arkitekter, Works Arkitekter – arkitektkontor med fokus på hållbar gestaltning
- Flokk, Ogeborg, Ludvig Svensson – producenter av möbler, textil och golv med cirkulära lösningar
- RP, Rekomo, Input interiör – återbruksspecialister inom kontorsmöbler
- TMF – branschorganisation för trä- och möbelindustrin
- Region Halland, Svenska kraftnät, Stockholms stad – offentliga aktörer med miljöprofil
- Tenant & Partner, JLL – rådgivare inom fastigheter och hyresgästanpassning
- Coor – leverantör av facility management-tjänster
- Palats – teknikutvecklare inom inredningsinventering
- Vink – rådgivare inom digital affärsutveckling och servicedesign

Listan speglar bredden av expertis som användes för att säkra att märkningen fungerar i både teori och praktik.

## Syfte och kriterier
HI-märkningen bedömer hela lokalens interiör utifrån fastställda miljökriterier, med fokus på återbruk, energieffektivitet och minskad klimatpåverkan. Ett centralt kriterium är användningen av återbrukad inredning, vilket kan minska klimatpåverkan med upp till 30 %.

## Verifieringsprocess
För att erhålla HI-märkningen genomgår verksamheten en verifieringsprocess utförd av RISE enligt ISO-standarderna 17029:2019 och 14024:2018. Processen inkluderar dokumentgranskning och ibland platsbesök. Efter godkänd verifiering utfärdas ett certifikat.

## Hint – digitalt verktyg
Samtidigt med märkningen lanserades det digitala verktyget Hint, som hjälper användare att skapa en hållbarhetsprognos för sina lokaler. Hint guidar användaren genom bedömningsprocessen med hjälp av fakta och klickbara val.

## Partners och användning
Flera verksamheter har redan erhållit HI-märkningen, inklusive Vibblaby Husläkarmottagning, MER Arkitekter och Ogeborg Golvagentur. I MER:s fall avser märkningen företagets egna kontor, som ombyggts med fokus på återbruk, hållbar materialanvändning och en cirkulär inredningsprocess.  
Ogeborg har fått HI-märkningen för sin showroom-lokal i Stockholm, där ett omfattande återbruk av befintliga material har genomförts.

## Organisation
Hållbar Interiör drivs av Hint Sustainability AB och har sitt huvudkontor i Stockholm. Organisationen samarbetar med RISE för verifiering och vidareutveckling av märkningen.